# Monhystera pseudomacrura
Monhystera pseudomacrura is een rondwormensoort uit de familie van de Monhysteridae. De wetenschappelijke naam van de soort is voor het eerst geldig gepubliceerd in 1970 door Khera.